# Бистрия
Бистрия  (на гръцки: Περιστερά, Перистера, старо Μπιστηριά, Бистрия) е бивше село в Егейска Македония, Гърция, разположено на територията на дем Нестрам (Несторио), област Западна Македония.

## География
Селото се намира в областта Нестрамкол на 27 километра югозападно от град Костур и на 9 километра западно от демовия център Нестрам, в северните поли на Грамос, край един приток на река Бистрица (Белица).

## История
В селото са запазени единствено училището и църквата „Свети Илия“. То често включително в официални документи е обърквано с Личотер.